# جزر سانتا كروز

خريطة جزر سنتا كروز في جنوب شرق جزر سليمان

جزر سانتا كروز هي مجموعة من الجزر التي تنتمي إلى جزر سليمان في بحر المرجان . تقع على بعد حوالي 400 كم جنوب شرق أرخبيل جزر سليمان الرئيسي وحوالي 750 كم جنوب شرق العاصمة هونيارا .

## التاريخ
كانت جزر سانتا كروز مأهولة في البداية من قبل المجتمعات الميلانيزية . في الآونة الأخيرة ، تشكلت المعزل البولينيزية في الجزر المجاورة تيكوبيا ، أنوتا ، وجزر داف . انتشرت هذه المجتمعات في بعض الأحيان إلى أرخبيل سانتا كروز نفسه - مثل مجتمع تيكوبيان الذي أقيم في فانيكورو .
تم اكتشاف جزر سانتا كروز في عام 1595 من قبل المستكشف الإسباني ألفارو دي ميندانيا الذي فقد سفينته الرئيسية ، سانتا يسابيل ، وتوفي هناك بعد شهر ضحية للحمى الاستوائية. ذهب فيليب كارتريت إلى هناك في عام 1767 وسمي الجزر المحيطة بنيندو «جزر الملكة شارلوت». قُتل الملاح جان فرانسوا دي لا بيروز مع أعضاء بعثته في جزيرة فانيكورو في عام 1788.